# A Girl of the Timber Claims
A Girl of the Timber Claims er en amerikansk stumfilm fra 1917 af Paul Powell.

## Medvirkende
- Constance Talmadge som Jessie West.
- Allan Sears som Francis Ames.
- Clyde E. Hopkins som Bob Mullen.
- Beau Byrd som Cora Abbott.
- Wilbur Higby som Hoyle.